# Voorkempen
De Voorkempen is het gebied tussen de stedelijke agglomeratie van de stad Antwerpen en de eigenlijke Kempen. Behalve een woon-uitbreidingsgebied van Antwerpen is het vooral ook een groente-, kleinfruit- en tuinbouwstreek. De Voorkempen ligt in de provincie Antwerpen.
Enkele (afdelingen van) organisaties die de naam 'Voorkempen' dragen zijn:
- Politiezone Voorkempen: bestaat uit Brecht, Malle, Schilde en Zoersel
- Regionaal Landschap de Voorkempen: (opvolger van het vroegere Landschapspark de Voorkempen) bestaat uit Brasschaat, Brecht, Berendrecht, Deurne, Ekeren, Essen, Kalmthout, Kapellen, Malle, Ranst, Schilde, Schoten, Stabroek, Wijnegem, Wommelgem, Wuustwezel, Zandhoven, Zandvliet en Zoersel (Berendrecht, Deurne, Ekeren, Stabroek en Zandvliet liggen slechts gedeeltelijk in de Voorkempen).
- Intergemeentelijke Onroerend Erfgoeddienst Voorkempen is een samenwerking van de gemeenten Essen, Kalmthout, Kapellen, Ranst, Schilde, Wijnegem, Wommelgem, Wuurstwezel en Zoersel.
- Toerisme Voorkempen: bestaat uit Schilde, 's-Gravenwezel en Wijnegem
- sociale huisvestingsmaatschappij "de voorkempen h.e." met als werkingsgebied Brasschaat, Brecht, Schilde, Wuustwezel en Zoersel.
- Huisartsenvereniging Voorkempen: Huisartsenzone in Schilde en Wijnegem[1]
- Eerstelijnszone Voorkempen actief in Brecht, Malle, Zoersel, Schilde, Wijnegem en Zandhoven.
- Huis van het Kind Voorkempen actief in Brecht, Schilde, Wijnegem, Zandhoven en Zoersel.
- scholengemeenschap Voorkempen (vrij secundair onderwijs) met scholen te Brasschaat, 's-Gravenwezel (gemeente Schilde), Schoten en Wijnegem.
- Acriecomité Red de Voorkempen actief in de gemeenten Brasschaat, Brecht, Essen, Kalmthout, Kapellen, Malle, Ranst, Schilde, Schoten, Stabroek, Wijnegem, Wommelgem, Wuustwezel, Zoersel en de Antwerpse districten Berendrecht-Zandvliet-Lillo, Deurne, Ekeren en Merksem.
- Natuurpunt afdeling Voorkempen: bestaat uit Malle en Zoersel
- Velt Voorkempen: bestaat uit Malle, Zandhoven en Zoersel
- N-VA Voorkempen: bestaat uit Brecht, Malle en Schilde
- VBJ Voorkempen: bestaat uit Brasschaat, Brecht, Deurne, Essen, Kalmthout, Kapellen, Malle, Ranst, Schilde, Schoten, Stabroek, Wijnegem, Wommelgem, Wuustwezel, Zandhoven en Zoersel
- Zoe FM Voorkempen: een radiostation van de Zoe FM keten vanuit Zoersel op FM 104.9